# National Insurance number
Il National Insurance number (traducibile come: numero assicurativo nazionale) è un numero utilizzato nel Regno Unito per identificare le persone all'interno del sistema lavorativo e sanitario nazionale. Viene utilizzato ai fini della tassazione fiscale in tutto il Regno Unito. Il numero è descritto dal governo del Regno Unito come "numero identificativo personale".
Il numero viene talvolta indicato come NI, NINO e più raramente NI No .

## Assegnazione del numero NIN
Le persone nate e residenti nel Regno Unito ricevono il Child Reference Number (numero identificativo per i bambini) subito dopo la nascita quando fanno richiesta dei Child Benefit, ovvero la richiesta dei sussidi familiari per i figli a carico. All'età di 15 anni e 9 mesi l'HM Revenue and Customs (HMRC) notifica a ciascun figlio il proprio numero NIN.
Nel 1993, tutti i bambini di età inferiore ai 16 anni i cui genitori beneficiavano di sussidi familiari, ricevono un numero NIN. Di conseguenza, ai fratelli che soddisfacevano i criteri di cui sopra viene assegnato un numero NIN in sequenza.
Le persone straniere che desiderano lavorare nel Regno Unito o coloro ai quali inizialmente non è stato assegnato un numero NIN quando erano bambini, devono richiedere il NIN tramite il Dipartimento per il lavoro e le pensioni (DWP). I prefissi utilizzati sono in genere diversi da quelli utilizzati normalmente.

## Formato del National Insurance number
Il formato del numero NIN è composto da due lettere iniziali (prefisso), sei cifre e una lettera finale (suffisso). L'esempio generalmente utilizzato è QQ123456C. Spesso, il numero viene stampato con spazi per accoppiare le cifre, in questo modo: QQ 12 34 56 C.
Nessuna delle prime due lettere può essere D, F, I, Q, U o V. Nemmeno la seconda lettera può essere O. I prefissi BG, GB, NK, KN, TN, NT e ZZ non sono assegnati. Gli elenchi di convalida dei prefissi di due lettere emessi vengono pubblicati di volta in volta.
Dopo le due lettere del prefisso, le sei cifre vengono emesse in sequenza da 00 00 00 a 99 99 99. Le ultime due cifre determinano il giorno della settimana in cui sono pagate le prestazioni contributive sociali e quando i richiedenti disoccupati devono visitare il Jobcentre (ufficio di allocamento) per firmare: da 00 a 19 per il lunedì, da 20 a 39 per il martedì, da 40 a 59 per il mercoledì, da 60 a 79 per il giovedì e da 80 a 99 per il venerdì.
La lettera del suffisso è A, B, C o D (sebbene F, M e P siano stati usati in passato per i numeri temporanei). Il numero NIN è univoco quindi, ad esempio, se esiste AB 12 34 56 C, non ci saranno altri numeri che iniziano con AB 12 34 56 (anche se i numeri temporanei non erano necessariamente univoci, perché due persone con la stessa data di nascita avrebbero avuto lo stesso numero). Nelle comunicazioni elettroniche ufficiali, la lettera finale può essere rappresentata da uno spazio se non è conosciuta.
Fino al 1975, i suffissi A, B, C e D alla fine del numero NIN indicavano il periodo di validità della scheda del National Insurance number originariamente utilizzata per raccogliere i contributi National Insurance (NIC). La scheda veniva rinnovata ogni dodici mesi e a causa del gran numero di schede emesse il cambio della scheda era scaglionata. Le schede con suffisso A avevano validità da marzo dell'anno corrente al marzo dell'anno successivo quando venivano cambiate con una nuova scheda. Le schede con suffisso B andavano da giugno fino al giugno successivo, le schede con suffisso C da settembre fino al settembre successivo e quelle con suffisso D da dicembre fino al dicembre successivo. Ad esempio, una carta con suffisso B emessa nel 1955 poteva valere dal primo lunedì di giugno di quell'anno fino alla prima domenica di giugno dell'anno successivo. Questo sistema funzionò dal 5 luglio 1948 fino al 1975, anno in cui le schede con suffisso A furono estese per funzionare per altre cinque settimane, fino al 5 aprile 1975, in coincidenza della fine dell'anno fiscale. Le schede NIN con suffissi B, C e D hanno avuto un periodo di validità più breve nell'ultimo anno e hanno funzionato rispettivamente da giugno, settembre e dicembre del 1974 fino al 6 aprile del 1975. Dal 6 aprile 1975 in poi, un sistema informatico di emissione dei numeri NIN (NIRS ) è stato utilizzato per allocare tutte le schede per anno fiscale.
Il regime assicurativo nazionale dell'Irlanda del Nord è finanziato e gestito separatamente dal regime della Gran Bretagna, ma funziona in modo identico in modo che si applichino le stesse regole in tutto il Regno Unito.

## Temporary numbers (numeri temporanei)
Fino all'aprile 2001, i datori di lavoro assegnavano ai loro dipendenti un numero NIN temporaneo, che seguiva il formato "TN gg mm yy x", dove "TN" sta per Numero Temporaneo, x per M (maschio), F (femmina) o P (pensionato) e i numeri nella parte centrale erano la data di nascita del dipendente. Nel caso di una donna nata il 31 dicembre 1958, ad esempio, il numero NIN temporaneo sarebbe stato TN 31 12 58 F. I numeri NIN temporanei non potevano essere utilizzati per conoscere i crediti d'imposta o dettagli personali della persona. Dal 2001 il NIN temporaneo non esiste più e quindi diventa obbligatorio richiedere il NIN, il numero di previdenza sociale.
Un altro tipo di numero NIN temporaneo è il "numero di referenza temporaneo" utilizzato dall'HMRC quando non è in grado di rintracciare il NIN originale del contribuente. Segue il formato 63T12345.

## Numbercards (schede numeriche)
Dal 1984 al 2011, quando una persona riceveva il numero NIN, gli veniva consegnata una Numbercard di plastica (scheda numerica) dalle proporzioni simili a una carta di credito con il numero in rilievo sul davanti. Prima del 1984, invece, il numero NIN veniva rilasciato sotto forma di foglio di carta molto più economico. La scheda viene utilizzata solo come promemoria del numero e la scheda stessa non è necessaria per iniziare a lavorare e non è considerata come una carta d'identità valida. Le Numbercards sono state eliminate gradualmente da settembre 2010 e il rilascio è cessato completamente nell'ottobre 2011. I numeri NIN sono ora notificati per lettera.

## Utilizzo a fini fiscali
Il numero NIN viene utilizzato come numero di referenza nel sistema Pay As You Earn (per i lavoratori dipendenti) e anche dai lavoratori autonomi. Talvolta, il NIN viene richiesto quando si fa domanda per i conti di risparmio individuali (ISA), in modo da verificare che la persona abbia aperto un solo conto ISA nell'anno fiscale.
Tuttavia, il numero NIN non viene utilizzato universalmente come numero di identificazione fiscale. Ai contribuenti che devono presentare una dichiarazione dei redditi viene assegnato un numero diverso, un riferimento unico per i contribuenti (UTR), che viene utilizzato come numero di referenza nel sistema fiscale per i lavoratori autonomi.

## Utilizzo ai fini della identificazione
Il numero NIN viene talvolta utilizzato a scopo di identificazione in altri contesti che non hanno nulla a che fare con il loro scopo originario di assicurazione nazionale, ad esempio il possesso del NIN conferma che l'individuo può lavorare regolarmente nel Regno Unito. La scheda NIN plastificata tuttavia, non vale come documento d'identità.